# 프레데터 (시리즈)
《프레데터》는 미국의 SF 액션 영화 미디어 프랜차이즈이다. 시리즈 공통으로 인류가 도전거리를 찾아다니는 외계생명 사냥꾼 종족 '프레데터'와 조우해 대립하는 이야기를 다룬다. 20세기 스튜디오가 제작을 맡는다.
존 맥티어넌이 감독한 영화 《프레데터 (1987)》로 시작했다. 이후 후속작 《프레데터 2 (1990)》, 《프레데터스 (2010)》, 《더 프레데터 (2018)》, 《프레이 (2022)》가 개봉됐다.
영화 이외에 《프레데터》는 소설, 만화, 비디오 게임 등 타 매체로 진출했다. 《프레데터》를 소재로 한 외전도 제작됐는데, 그 중 《에이리언》과의 크로스오버 작품 《에일리언 vs. 프레데터》 시리즈가 가장 유명하다.

## 개요
'프레데터'는 강력한 외계 생물과 인간의 사투를 그린 괴수영화를 원작으로 한 시리즈와 그 관련작들의 총칭이다. '프레데터'는 인간들이 붙인 이름으로 '요차(Yautja)'나 '히시(Hish)'같은 그들이 스스로를 부르는 명칭은 따로 있다. ...</ref> 크게 오리지널 프레데터 계열과, 또 다른 유명 괴수물인 에이리언 (영화 시리즈)와의 크로스오버인 에이리언 VS 프레데터 계열로 나뉜다. 《에일리언》만큼의 흥행은 아니지만 크로스오버 시리즈 뿐만 아니라 자체 시리즈로도 지속적으로 게임판 및 코믹스판으로도 나오고 있으며, 프레데터스도 제작비를 많이 들인 작품이 아님에도 순제작비의 2배 이상을 벌며 흥행에 성공했다.
영화계의 거장들이 저마다의 이야기를 덧붙이면서 묵시록 SF가 된 에일리언 시리즈와 달리 프레데터는 VS 시리즈로 시작된 액션호러 영화 시리즈라는 차이점이 있다. 1편은 프레데터 vs코만도(아놀드 슈와제네거)였고 2편은 프레데터 vs 리셀웨폰(대니 글로버)의 성격이 강했기 때문. 3편은 배틀로얄 계열의 영화 장르. 필연적으로 프레데터 시리즈는 프레데터에 지지 않는 '라이벌'이 있어야만 성립될 수 있는 시리즈였고 그렇기 때문에 영화 편수는 에일리언보다 적다. 그런데도 지금까지 만화, 게임, 피규어가 인기가 있고 시리즈가 살아있었다는 것은 프레데터의 캐릭터가 얼마나 강렬한 것이었는 지 유추하게 해준다.

## 영화

### 단독 시리즈
1987년부터 현재까지 총 4편의 정식 작품이 선보였다. 세 편 모두 국내에 DVD 및 블루레이로 출시되었으며, 블루레이로는 《프레데터 트릴로지》라는 3부작 박스세트로도 출시되었다. 이 합본판의 프레데터 마스크 한정판이 워낙 괴상하게 나오는 바람에, 한정판보다 일반판이 훨씬 인기 있는 타이틀이 되었다.
- 《프레데터(Predator, 1987)》
- 《프레데터 2(Predator 2, 1990)》
- 《프레데터스(Predators, 2010)》
- 《더 프레데터(The Predator, 2018)》

### 에일리언 VS 프레데터 계열
- 《에일리언 vs 프레데터 (Alien vs. Predator, 2004)》

AVP 시리즈의 게임에서는 프레데터가 인위적으로 에일리언을 사육한 것으로 나온다. 시리즈2의 확장팩 프라이멀 헌트에선 프레데터가 에일리언을 가두고 있다든지, 알이 있는 방을 기계로 관리하는 등 사육하는 듯한 모습이 나온다. AVP2의 본편의 게임 내 메시지에서도 누군가가 일부러 에일리언을 길렀다는 풍의 보고가 있다. 이 작품의 설정에 따르면 에일리언 사냥이 바로 프레데터들의 성인식이다. 즉, 영화에 나오는 프레데터들은 아직 애송이라는 뜻. 먼 옛날 지구에 도착해 지구인들에게 피라미드 축조법을 가르쳐주며 문명을 전파했고, 신으로 추앙받은 것으로 나온다. 이 피라미드에서 자진해서 제물로 바쳐진 인간들에게 에일리언을 기생, 번식시킨 후 사냥함으로써 성인으로 인정받았다. 극중 설명에 따르면, 이 피라미드는 전 세계에 있는 피라미드 건설 문화의 집대성이며 최초의 문명이고, 여기서 퍼져나간 종족들이 현재 알려진 인류의 고대 문명이다.
다만 에일리언들에게 패배했을 때는 피라미드를 폭파시켜 문명을 멸망시켰다고 한다. 100년에 한 번씩 찾아와 퀸 에일리언을 깨워 성인식을 치루며, 에일리언 번식을 위해서는 숙주가 될 지구인이 필요하다. 영화에서는 남극에서 발견된 피라미드의 열반응을 탐사하기 위해 인류 탐사대가 파견되는데, 이 또한 사냥에 필요한 숙주를 모으기 위한 프레데터 종족의 계략이었다.
《이벤트 호라이즌》, 《모탈 컴뱃》 1편, 《레지던트 이블》 1·4·5편, 《데스 레이스》 리메이크판을 감독한 폴 W. S. 앤더슨이 각본과 감독을 맡았는데, 제작비 6천만 달러로 미국 8,028만 달러/해외 9,262만 달러를 벌어들이는 상당한 성공을 거두었다.
- 《에일리언 vs 프레데터 2: 레퀴엠 (AVPR: Aliens vs. Predator - Requiem, 2007)》

전작으로부터 3년 만에 돌아온 이 후속작은 감독도 바뀌고, 내용도 크게 변한 터라 평이 갈렸다. 제작비가 줄어들면서, 어두운 실내나 비 내리는 밤 장면으로만 일관한 시각효과도 볼 것이 없었다는 평. 4년 뒤에 《스카이라인#s-3》이란 낚시영화를 만들게 된 스트로즈 형제가 감독을 맡았다. 제작비는 3,800만 달러에 미국 4,179만 달러/해외 8,708만 달러를 벌면서, 전편과 마찬가지로 대박은 아니지만 상당한 수익을 거두었다.
전작이 B급 냄새를 풍겨도, 뚜렷한 플롯과 캐릭터, 볼거리를 지닌 반면에, 이 작품은 줄거리, 인물 성격, 시각효과 등 모두 수준 이하였다. 다만, 노련미를 강조한 울프 프레데터가 에일리언을 쓸어버리는 장면은 팬들 사이에서 인기가 있다. 또한 프레데터와 에일리언 사이의 하이브리드인 프레데일리언이 공식 영화에서 최초로 나오기도 했다.

## 흥행

### 박스 오피스 성적
기호 목록
(E)은 공개 정보로 추산한 수치이다.
이 표의 수치는 인플레이션을 반영하지 않았다.
| 영화        | 출시             | 수익         | 수익         | 수익         | 순위 (미국 내 역사상) | 예산                   | 각주              |
| 영화        | 출시             | 미국         | 미국 외      | 전세계       | 순위 (미국 내 역사상) | 예산                   | 각주              |
| ----------- | ---------------- | ------------ | ------------ | ------------ | --------------------- | ---------------------- | ----------------- |
| 프레데터    | 1987년 6월 12일  | $59,735,548  | $38,532,910  | $98,268,458  | #1,350                | $1500–1800만           | [ 1 ] [ 2 ] [ 3 ] |
| 프레데터 2  | 1990년 11월 21일 | $30,669,413  | $26,450,905  | $57,120,318  | #2,605                | $2000–3000만           | [ 4 ] [ 5 ]       |
| 프레데터스  | 2010년 7월 9일   | $52,000,688  | $75,232,420  | $127,233,108 | #1,584                | $4000만                | [ 6 ]             |
| 더 프레데터 | 2018년 9월 14일  | $51,024,708  | $109,517,426 | $160,542,134 | #3,051                | $8800만                | [ 7 ]             |
| 총합        | 총합             | $193,430,357 | $249,733,661 | $443,164,018 |                       | $1억 6300만–1억 7600만 |                   |

### 평론 및 관객 반응
| 영화        | 로튼 토마토      | 메타크리틱     | 시네마스코어 |
| ----------- | ---------------- | -------------- | ------------ |
| 프레데터    | 80% (56개 리뷰)  | 46 (16개 리뷰) | B+           |
| 프레데터 2  | 32% (31개 리뷰)  | 46 (18개 리뷰) | B+           |
| 프레데터스  | 65% (203개 리뷰) | 51 (30개 리뷰) | C+           |
| 더 프레데터 | 33% (297개 리뷰) | 48 (49개 리뷰) | C+           |
| 프레이      | 93% (256개 리뷰) | 71 (42개 리뷰) | 빈칸         |

## 게임

### 오리지널 프레데터 계열
- 프레데터 (Predator, 1987)
- 프레데터 2 (Predator 2, 1990)
- 프레데터: 콘크리트 정글 (Predator: Concrete Jungle, 2005)
- 프레데터: 사냥터 (Predator: Hunting Grounds, 2020)

### 에일리언 VS 프레데터계열
- 액티비전의 SNES용 액션 게임 <Alien vs Predator>(1993)
- 액티비전의 게임보이용 액션 게임 <Alien vs Predator: The Last of His Clan>(1993)
- 캡콤의 아케이드용 벨트스크롤 액션게임 <Alien vs. Predator>(1994)
- 리벨리온/폭스의 아타리 재규어용 FPS 게임 <Alien vs Predator>(1994)
- 리벨리온/폭스의 FPS 게임 <Aliens versus Predator>(1999)
- 모노리스/폭스의 FPS 게임 <Aliens versus Predator 2>(2001)
- 위 게임의 확장팩 <Aliens versus Predator 2: Primal Hunt>2002)
- EA의 콘솔 RTS 게임 <Aliens versus Predator: Extinction>(2003)
- 리벨리온에서 제작한 PSP용 액션 게임 <Aliens vs. Predator: Requiem>(2007)
- 리벨리온/세가의 FPS 게임 <Aliens vs. Predator>(2010)
- 폭스 디지털 엔터테인먼트의 iOS/안드로이드용 액션 게임 <AVP: Evolution>(2013)

## 기타
정식 영화는 아니지만, 팬 필름이나 단편 영화도 나름대로 있는 편. 다양한 시대 배경을 두고 있지만, 프레데터의 인간 사냥과 냉병기 결투로 이어지는 전개라는 큰 틀을 따르고 있다. 중세시대를 다루고 있는 프레데터 : 다크에이지나, 태평양 전쟁 중인 1944년 솔로몬 제도를 배경으로 하는 팬 필름 같은 경우도 있고, 울버린 vs 프레데터 같은 다른 유명 캐릭터와의 대결을 다루는 경우도 있다.

## 같이 보기
- 프레데터
- 프레데터 시리즈/등장인물
- 프레데터/무기
- 에이리언 (영화 시리즈)
- 에일리언
- 에이리언 VS 프레데터

## 참조

### 주해
1. ↑  영어: Predator